# Церква Сан-Ніколо і Сан-Северо
Церква Сан-Ніколо і Сан-Северо — парафіяльна церква римо-католицького обряду, яка розташована в Бардоліно,провінція Верона.

## Історія
Церква була побудована в 1830—1844 роках архітектором Бартоломео Джуліарі в неокласичному стилі. Будівництво фасаду закінчили в 1880 році. Церква має монументальний ґанок з чотирма коринфськими колонами.
Інтер'єр має форму латинського хреста з трансептом, перекритим бочковими склепіннями, а хрестове склепіння перекрите опущеним куполом. Стіни покриті напівколонами, фризами та карнизами різних стилів.
Головний вівтар в апсиді утворений мармуровою мензою зі скинією, з боків якої розташована статуя ангела, який стоїть на колінах. Напівкупол над вівтарем був прикрашений Джованні Бевілаква (початок 1900-х років), а фреска зображує перемогу Христа над язичництвом з написом «Vicit Leo de Tribu Iuda» (Книга Об'явлення 5:5).
Увійшовши до церкви, праворуч є баптистерій. Мармурова купіль походить від церкви Святого Ніколо. У вітражі зображено Хрещення Христа від Івана Хрестителя.
Напіввосьмигранна дерев'яна кафедра стоїть зліва в центрі нави.
Підвіски опущеного купола прикрашені зображеннями Учителів Церкви Святого Ієроніма, Святого Григорія Великого, Святого Амвросія і Святого Августина, також роботи Джованні Бевілаква.
Люнет у контрфасаді уособлює Священну розмову зі святими. Ця фреска була написана художником з Бардоліно Сеско Ромео Лоро (1934).
Вівтарі в трансепті присвячені Богородиці Вервиці та святому Йосипу.
Між пілястрами у верхніх нішах можна побачити ряд статуй святих: Святого Івана Хрестителя, Святого Зенона, Святого Домініка, короля Франції Людовика IX, абата Святого Антонія, Святого Северо, Святого Ніколо, Святого Рокко, Сен-Бернар, Сент-Вінсент Феррер і Сент-Умберто.
На поліхромних вітражах зображені сцени з Євангелія та Старого Завіту.
На Станції Хреста є роботи Джованні Баттіста Marcola (1757).

## Світлини

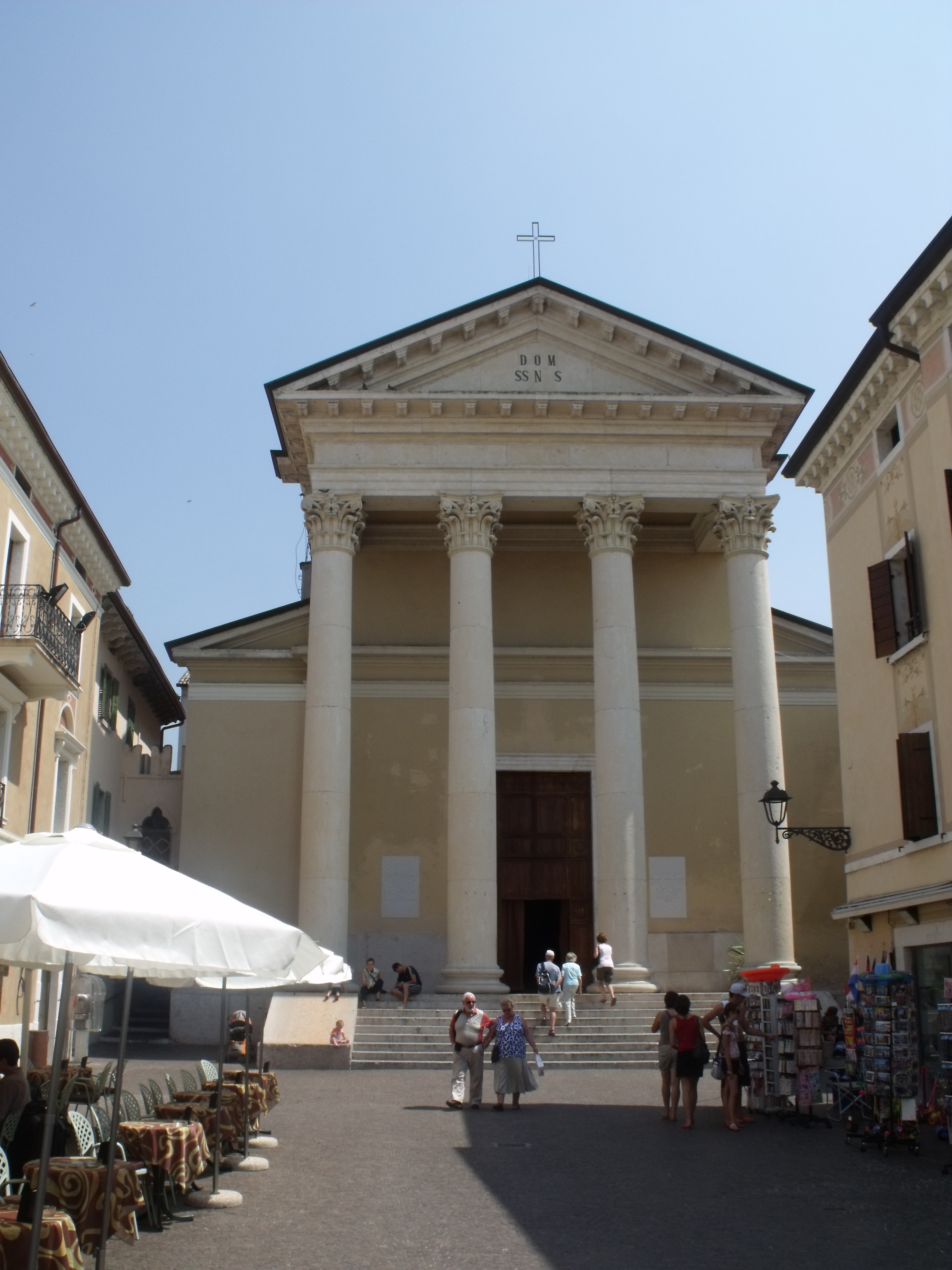
Фасад церкви Сан-Ніколо і Сан-Северо
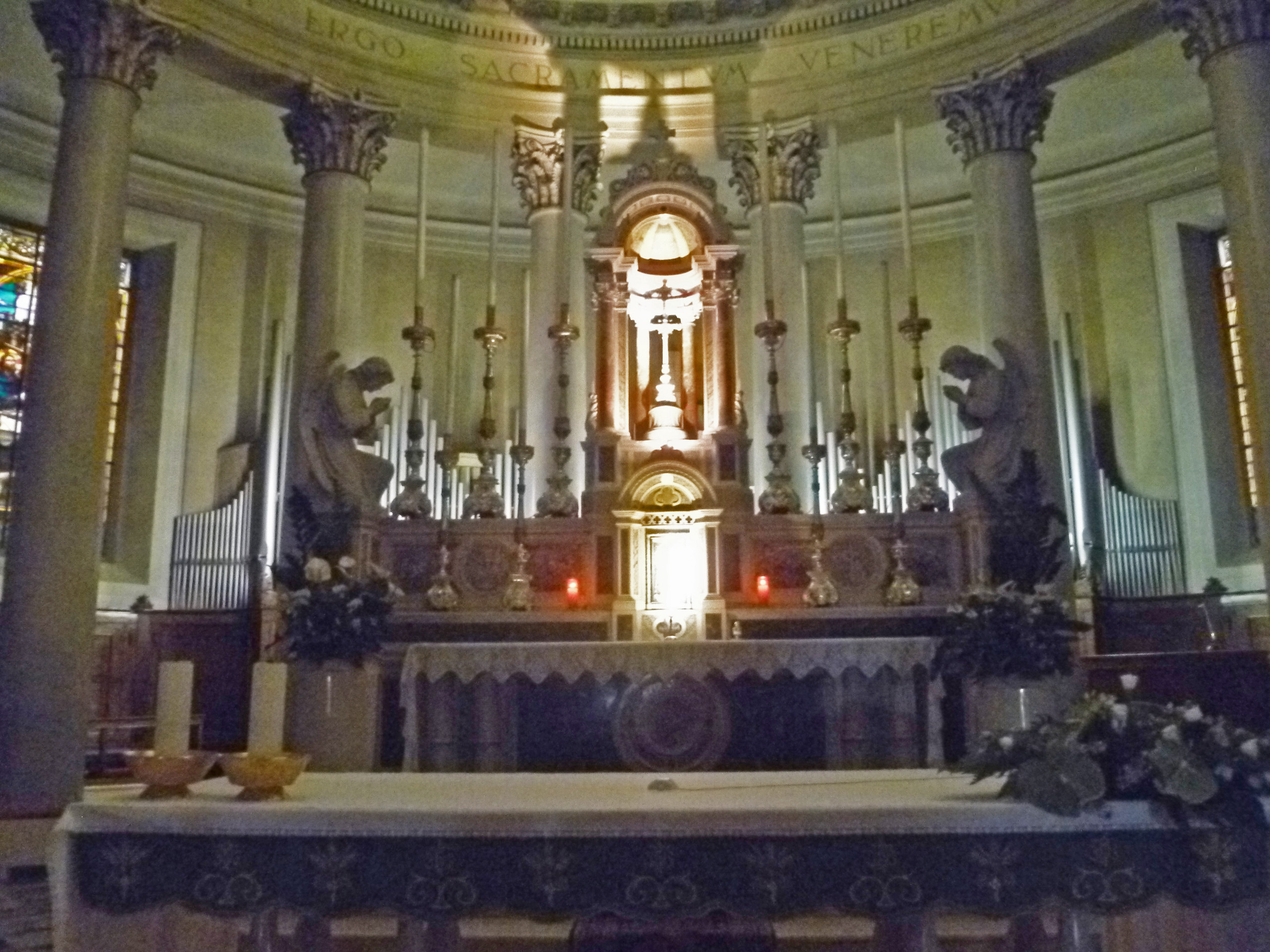
Головний вівтар
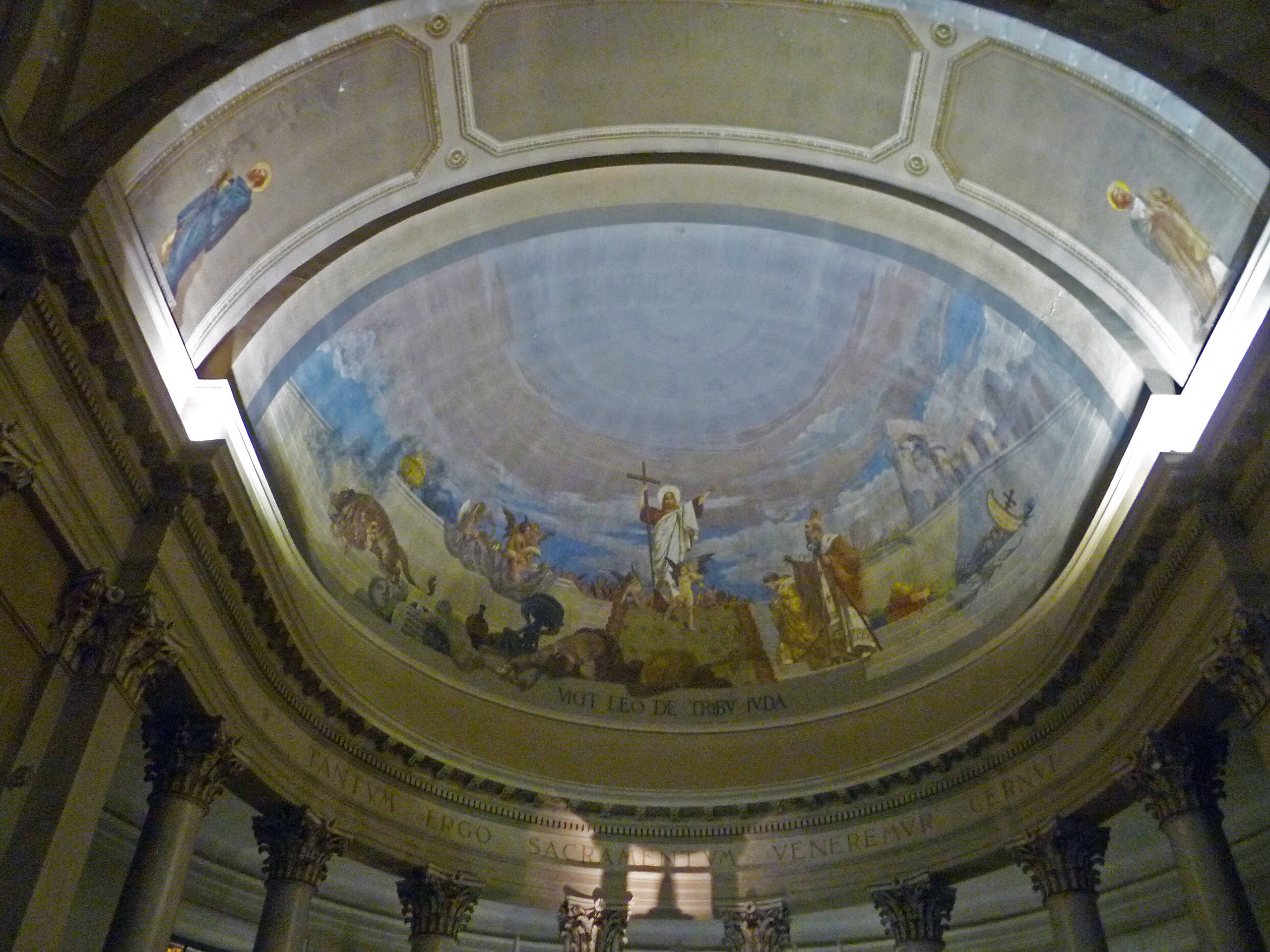
Фреска в апсиді «Христос торжествує над язичництвом» Джованні Бевілаква
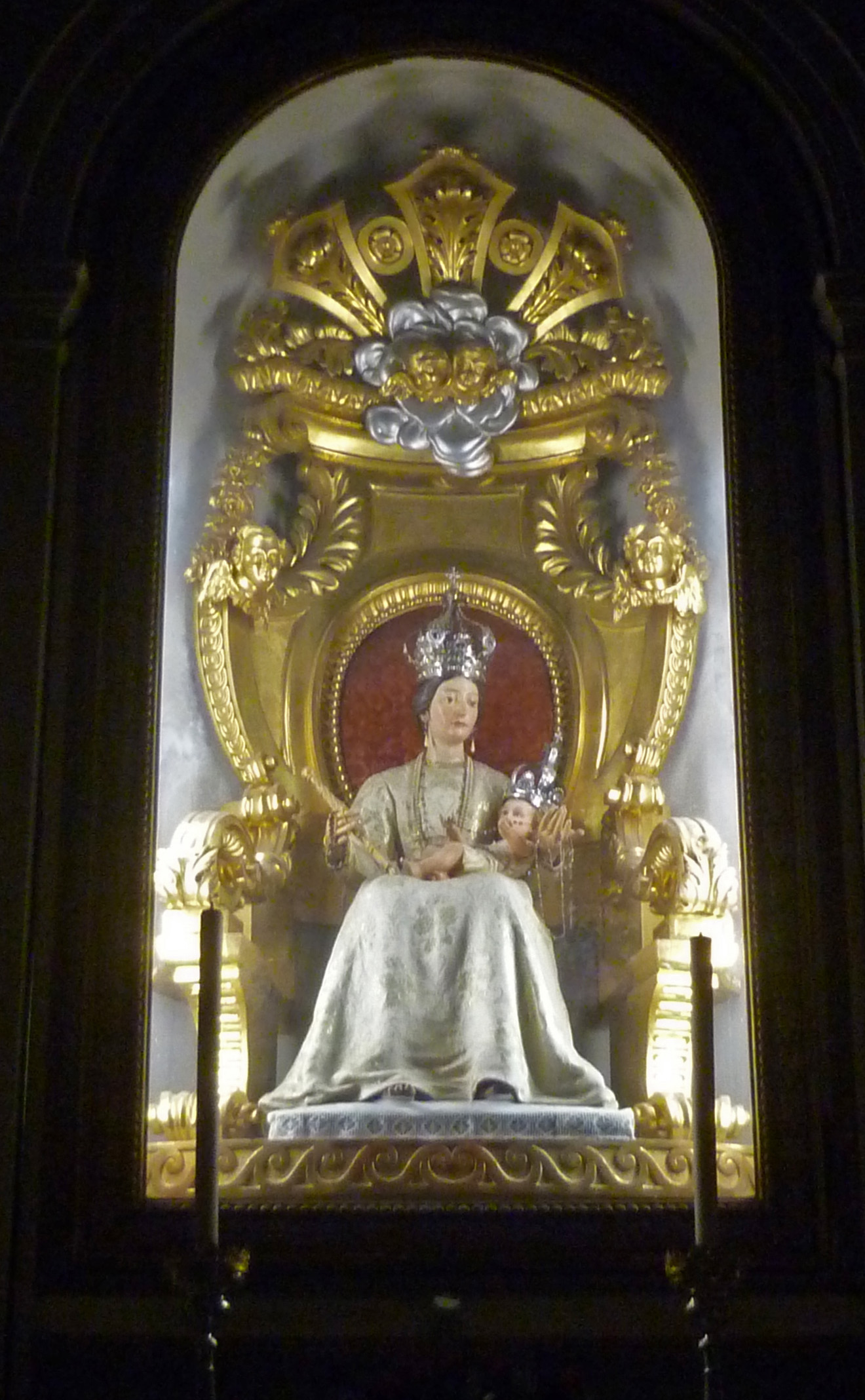
«Богоматір Вервиця»